# Phare de West Point (New York)

Le phare de West Point (en anglais : West Point Light), connu également comme Gee's Point Light, est un phare actif situé sur le fleuve Hudson, sur le terrain de l'Académie militaire de West Point à West Point, dans le Comté d'Orange (État de New York).

## Histoire
West Point, à 72 km au-dessus de Battery Park, est le site de l’ Académie militaire des États-Unis L'extrémité nord-ouest de West Point descend en une pointe rocheuse, à l'extrémité de laquelle se trouve le phare de West Point. De l’autre côté de la rivière et au nord de West Point se trouve Constitution Island (en). La courbe entre les deux est localement connue sous le nom de Worlds End et possède une eau très profonde de 66 m.
Un peu au-dessus de Constitution Island, sur la rive ouest de la rivière, se trouve une colline escarpée, rocheuse et boisée, haute de 426 m , connue sous le nom de Crow's Nest (NewYork) (en), et juste au-dessus se trouve une autre colline de 410 m de hauteur. connu sous le nom de Storm King Mountain (New York) (en).
West Point est une pointe boisée épaisse et haute, presque entièrement occupée par les terrains et les bâtiments de l'Académie militaire des États-Unis. Au nord-est, elle descend jusqu'à une pointe rocheuse nue, à l'extrémité de laquelle se trouvait une tour basse et carrée en bois, peinte en blanc. C'était le phare de West Point .
Aujourd'hui, il a été remplacé est une tour métallique à claire-voie avec une caractéristique de flash rapide vert .
Identifiant : ARLHS : USA-879 ; USCG : 1-38005 - Admiralty : J1139.05 .

### Lien connexe
- Liste des phares de l'État de New York